# Geoffroy Mathieu
Pour les articles homonymes, voir Mathieu.
Geoffroy Mathieu, né le 1er juin 1997 à Nancy, est un nageur français.

## Carrière
Il est sacré champion de France du 200 mètres dos en 2017, en 2018 et en 2019.